# Palpomyia tasmanica
Palpomyia tasmanica är en tvåvingeart som först beskrevs av Lee 1948.  Palpomyia tasmanica ingår i släktet Palpomyia och familjen svidknott. Inga underarter finns listade i Catalogue of Life.